# Crucified
Crucified är en låt och singel av svenska gruppen Army of Lovers från 1991. Den var den första singeln från deras andra album Massive Luxury Overdose och deras sjunde singel totalt.
Singeln släpptes i Sverige i maj 1991 och i Frankrike i februari 1992. 
Den spelades in av 
- Jean-Pierre Barda (sång, trummor)
- Alexander Bard (sång, dator)
- La Camilla (sång, bas)

Låten var framgångsrik i flera europeiska länder, däribland Tyskland, Sverige, Österrike och Schweiz, där den nådde topp 10. Det nådde # 1 i Belgien. I USA blev låten en hit och kom in på # 6 i den amerikanska Billboard Dance singellistan och var totalt 14 veckor i topp - 20 .

### Fotnoter
1. ↑  ”Crucified”. Svensk meidedatabas. 28 juni 1991. https://smdb.kb.se/catalog/id/001475157. Läst 10 december 2016.